# Ellen Malberg
Ellen Malberg (2. april 1907 i Frederiksberg – 26. december 1983) var en dansk skuespiller og teaterpædagog.
Hun blev født i København som datter af Henrik Malberg og fik allerede sin filmdebut som femårig i 1912 i stumfilmen Skæbnebæltet. Hun medvirkede senere i syv film og specialiserede sig sideløbende i oplæsning. I 1929 debuterede hun på Det Kongelige Teater.
Hun blev gift med forfatteren Nis Petersen i april 1931, men ægteskabet opløstes i 1934 efter flere rundrejser i Nordeuropa og ægtemandens op- og nedture.
Skuespilleren Ellen Malberg må ikke forveksles med skuespilleren Peter Malbergs kone, som også hed Ellen Malberg (f. Nimb). Hun var hendes tante.
Ellen Malberg er begravet på Søndermark Kirkegård.

## Udvalgt filmografi
- I folkets navn – 1938
- Skilsmissens børn – 1939
- Det store ansvar – 1944
- For frihed og ret – 1949
- Kærlighedsdoktoren – 1952
- Andre folks børn – 1958
- Det støver stadig – 1962